# Lance Hurdle
Lance Hurdle (Camden, 15 aprile 1987) è un ex cestista statunitense, professionista nella NBDL e in Europa.